# Шувалов, Валерий Иванович
Вале́рий Ива́нович Шува́лов (род. 24 января 1954 года в Пермском краю) — первый руководитель администрации городского округа Коломна, первый глава городского округа Коломна, кандидат экономических наук.
Член партии «Единая Россия» — получил партбилет на 7-й областной партконференции в середине декабря 2006.

## Биография
Валерий Иванович Шувалов закончил Московский политехнический институт и Российскую Академию государственной службы при Президенте РФ. Трудовую деятельность начал в Коломне каменщиком СМУ-1 треста «Мособлстрой № 3». После службы в армии работал мастером, начальником строительного участка, главным инженером, начальником Коломенского домостроительного комбината. В 1990 году избран председателем Коломенского городского Совета народных депутатов, в 1991 году назначен на должность главы администрации города. Избирался на должность мэра Коломны в 1996, 1999, 2003 и 2009 годах. 29 октября 2014 года избран руководителем администрации городского округа Коломна, покинув прежнюю должность.
3 ноября 2016 года был отправлен в отставку по распоряжению губернатора Московской области Андрея Воробьёва. В 2018 году Валерий Шувалов занял новую должность – председателя комиссии по территориальному развитию и местному самоуправлению Общественной палаты Московской области.

## Награды
- Орден Почёта (22 января 2004 года) — за большой вклад в социально-экономическое развитие города и многолетнюю добросовестную работу[4]
- Орден Дружбы (7 августа 1997 года) — за заслуги перед государством, многолетний добросовестный труд и большой вклад в укрепление дружбы и сотрудничества между народами[5]
- Орден Ивана Калиты (Московская область, 23 января 2009 года)[6]
- Знак отличия «За заслуги перед Московской областью» (24 мая 2007 года)[7]
- Знак отличия «За безупречную службу»
- Почётный гражданин города Коломна (21 января 2009 года)[8]
- Знак отличия «За заслуги перед Московской областью» II степени
- Почётный знак «За заслуги перед городом»
- Благодарность Президента Российской Федерации (28 сентября 1999 года) — за большой вклад в укрепление экономики и развитие социальной сферы[9]